# Ilse Haseder
Ilse Haseder (* 1953) ist Autorin mehrerer Lexika im Themenbereich Jagd und Forst. Sie war Mitarbeiterin des Bayerischen Staatsministeriums für Landwirtschaft und Forsten und Fachjournalistin. Sie ist Jägerin.

## Schriften (Auswahl)
- mit Gerhard Stinglwagner: Das große Jagdlexikon. Neuausgabe. Weltbild, Augsburg 2012, ISBN 978-3-8289-3458-0 (Erstausgabe München 1984 unter dem Titel Knaurs Großes Jagdlexikon).
- Jagd. Das große Kosmos-Jagdlexikon. USM, München 2003, ISBN 3-8032-1771-7 [Elektronische Ressource].
- mit Reinhold Erlbeck, Gerhard Stinglwagner: Das Kosmos-Wald- und Forstlexikon. 5. Auflage. Kosmos, Stuttgart 2016, ISBN 978-3-440-15219-5 (Erstausgabe Stuttgart 1998).